# Алессандро Лукареллі
Алессандро Лукареллі (італ. Alessandro Lucarelli; нар. 22 липня 1977, Ліворно, Італія) — колишній італійський футболіст, захисник. Легенда «Парми».
Молодший брат Крістіано Лукареллі.

## Кар'єра
Алессандро Лукареллі вихованець «П'яченци». У професійному футболі дебютував виступаючи за «Леффе» в сезоні 1997/98, провівши там 29 ігор. Потім Алессандро повернувся до «П'яченци», де виступав до 2002 року, будучи гравцем основного складу команди. Звідти захисник перейшов до «Палермо», а за рік до «Фіорентіни».
З «Фіорентіни» Лукареллі перейшов до «Ліворно», у складі якого забив свій перший гол на професійному рівні. У цій же команді він виступав зі своїм братом, Крістіано. Влітку 2005 року Алессандро був проданий до «Реджіни» через незгоду з політикою президента команди, Альдо Спінеллі, що мав намір продати його брата в інший клуб. У сезоні 2006/07 став капітаном «Реджини».
У 2007 році Лукареллі став гравцем «Сієни», але вже 22 серпня 2007 року, був проданий «Дженоа». У Генуї Алессандро провів один сезон. 25 липня 2008 року захисник перейшов до «Парму», підписавши контракт на 3 роки.
У 2015 році відмовився від 3-х запрошень із Серії А заради того, щоб залишитися в «Пармі» в серії D, ставши, таким чином, єдиним гравцем попереднього складу «Парми», які залишилися в команді після пониження її в класі.
У 2018 році після повернення «Парми» до Серії А Лукареллі оголосив про завершення ігрової кар'єри. Своєю чергою «Парма» оголосила про закріплення ігрового номера гравця за ним та вилучення його з обігу клубу.